# Грос-Фишерхорн
Грос-Фи́шерхорн (нем. Gross Fiescherhorn) или Большой Фишерхорн — гора в Бернских Альпах, на границе кантонов Берн и Вале, Швейцария. Её высота — 4 049 метров над уровнем моря.
Рядом с Грос-Фишерхорном находится менее высокая вершина Хинтер-Фишерхорн (нем. Hinter Fiescherhorn, 4 025 м.); восточнее — Клайн-Фишерхорн (нем. Klein Fiescherhorn или Окс (нем. Ochs)). С севера обе эти вершины скрыты за другими горами, и их можно рассмотреть только от Гриндельвальда (1 034 м.).
С 2001 года Грос-Фишерхорн, в составе региона Юнгфрау-Алеч-Бичхорн, являющегося охраняемым природным объектом, внесён в Список объектов Всемирного наследия ЮНЕСКО.

## Альпинизм
Восхождения на Грос-Фишерхорн обычно совершаются по одному из следующих трёх популярных маршрутов — через альпийские приюты Мёнхсйоххютте, Конкордиахютте или Финстераархорнхютте.

### История восхождений
Первое восхождение на вершину было совершено 23 июля 1862 года Х. Б. Джорджем (англ. H. B. George) и Адольфом Уорбертоном Муром (англ. Adolphus Warburton Moore) в сопровождении местных проводников Кристиана Альмера (нем. Christian Almer) и Ульриха Кауфмана (нем. Ulrich Kaufmann). Они воспользовались ставшим классическим маршрутом по юго-западному гребню.

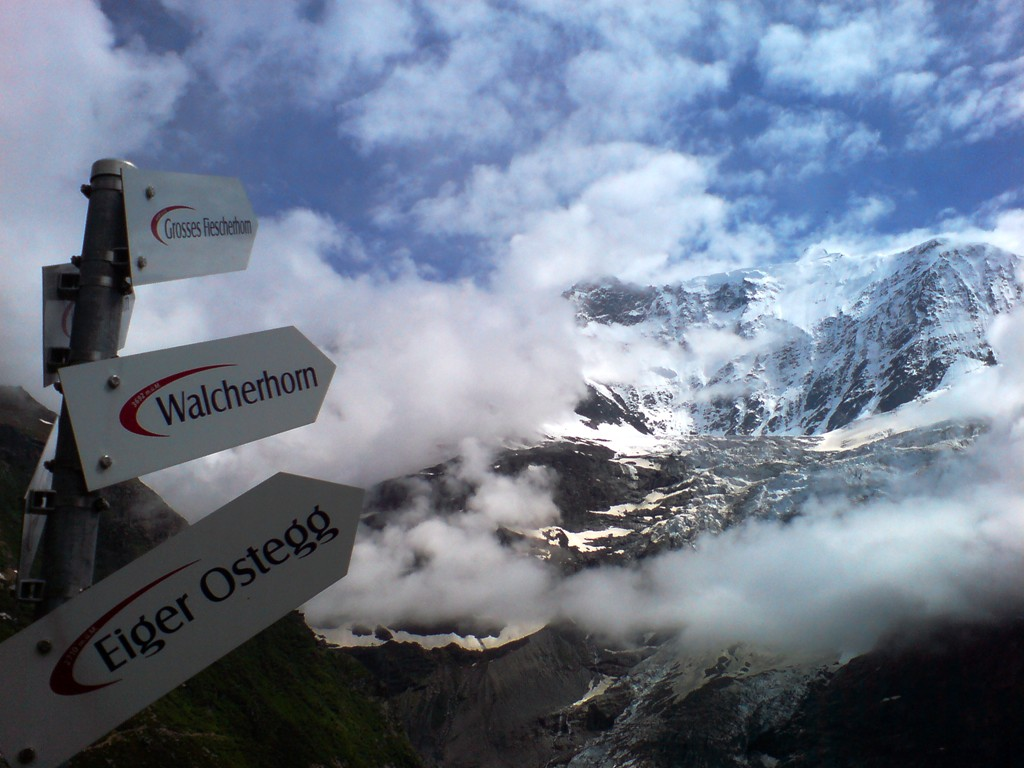
Стена Фишерванд от седловины Бэрегг (Bäregg)

Северная стена Грос-Фишерхорна была впервые пройдена 13 августа 1926 года. В. Амстуц (нем. W. Amstutz) и П. фон Шумахер (нем. P. von Schumacher) поднялись на вершину после 15-часового восхождения через северный гребень, который ограничивает стену Фишерванд с севера.
Первое восхождение прямо по стене Фишерванд было совершено Вилло Вельценбахом и Г. Тилльманом (нем. H. Tillmann) в 1930 году. Вельценбах был опытным альпинистом, и оспаривал бытовавшее в то время мнение, что восхождение по стене Фишерванд невозможно. Годом раньше, в 1929 году, Вельценбах и Тиллман взошли на Грос-Фишерхорн по северному гребню всего за 8½ часов. На следующий год, 5 сентября 1930 года, они начали подъём к вершине по кратчайшему маршруту и достигли вершины через 12 часов после начала восхождения.

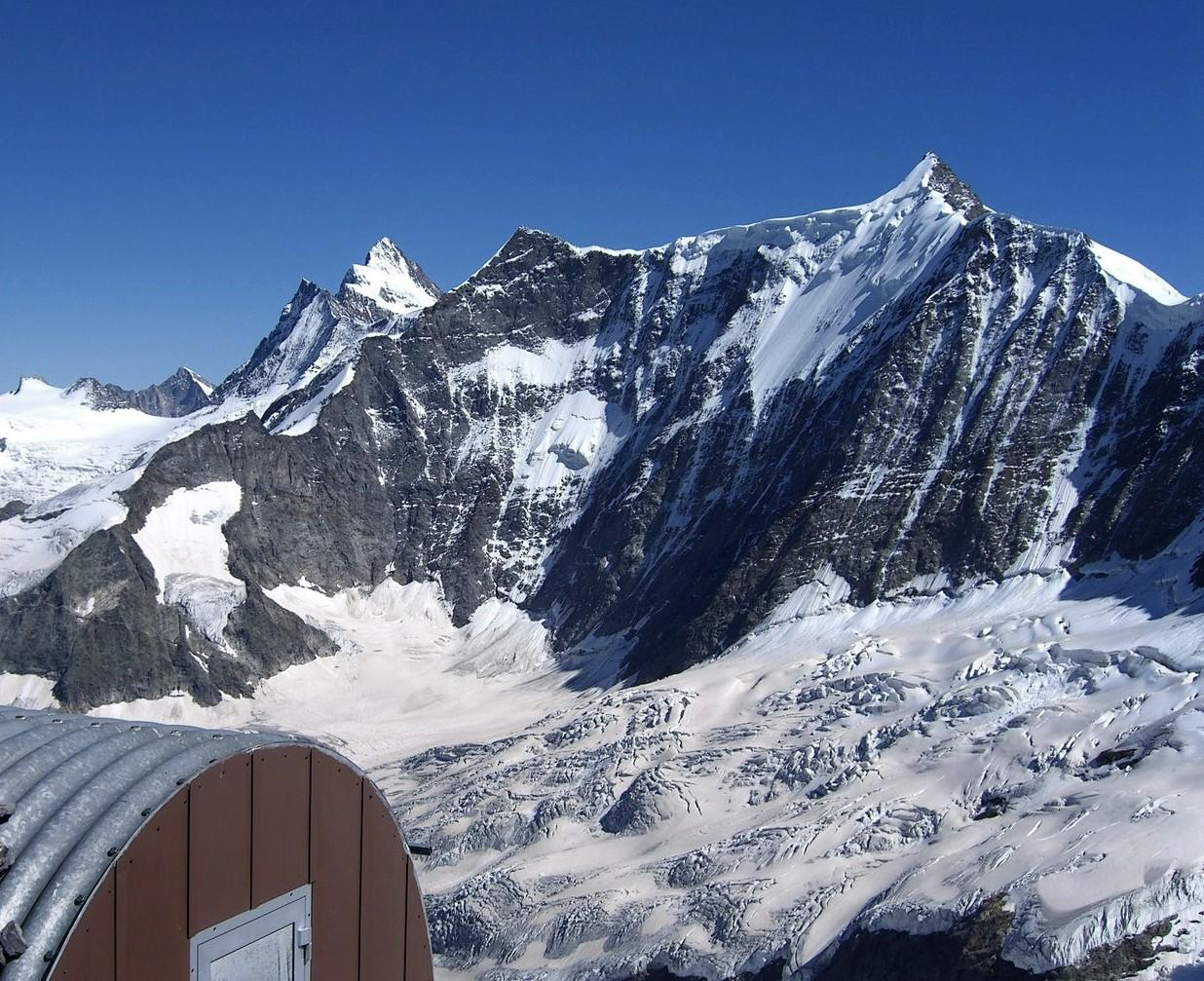
Северная стена (Фишерванд) Грос-Фишерхорна